# Jogos Paralímpicos de Inverno de 2014
As Paralimpíadas de Inverno de 2014 foram celebradas em Sóchi, Rússia. Sóchi foi escolhida para sediar os Jogos na Cidade da Guatemala no dia 4 de Julho de 2007.

## Países participantes
Um recorde de 45 países classificaram atletas para competir, somando um a mais do que a última Paralímpíada de Inverno, em Vancouver O número de atletas qualificados ou em posição de qualificação estarão listados abaixo por país. Três Comitês Paralímpicos Nacionais participaram pela primeira vez: Brasil, Turquia e Uzbequistão.
| \| - GER Alemanha (13) - AND Andorra (1) - ARG Argentina (2) - ARM Armênia (1) - AUS Austrália (9) - AUT Áustria (13) - BEL Bélgica (2) - BLR Bielorrússia (10) - BIH Bósnia e Herzegovina (2) - BRA Brasil (2) - BUL Bulgária (2) - CAN Canadá (49) - KAZ Cazaquistão (5) - CHI Chile (2) - CHN China (11) \| - KOR Coreia do Sul (27) - CRO Croácia (2) - DEN Dinamarca (2) - SVK Eslováquia (16) - SLO Eslovênia (1) - ESP Espanha (7) - USA Estados Unidos (80) - FIN Finlândia (13) - FRA França (14) - GBR Grã-Bretanha (15) - GRE Grécia (1) - IRI Irã (1) - ISL Islândia (2) - ITA Itália (34) - JPN Japão (20) \| - MEX México (1) - MGL Mongólia (1) - NZL Nova Zelândia (3) - NOR Noruega (32) - NED Países Baixos (7) - POL Polônia (8) - CZE República Checa (18) - ROU Romênia (1) - RUS Rússia (68) - SRB Sérvia (1) - SWE Suécia (22) - SUI Suíça (8) - TUR Turquia (1) - UKR Ucrânia (23) - UZB Uzbequistão (2) \| | | |
| - GER Alemanha (13) - AND Andorra (1) - ARG Argentina (2) - ARM Armênia (1) - AUS Austrália (9) - AUT Áustria (13) - BEL Bélgica (2) - BLR Bielorrússia (10) - BIH Bósnia e Herzegovina (2) - BRA Brasil (2) - BUL Bulgária (2) - CAN Canadá (49) - KAZ Cazaquistão (5) - CHI Chile (2) - CHN China (11) | - KOR Coreia do Sul (27) - CRO Croácia (2) - DEN Dinamarca (2) - SVK Eslováquia (16) - SLO Eslovênia (1) - ESP Espanha (7) - USA Estados Unidos (80) - FIN Finlândia (13) - FRA França (14) - GBR Grã-Bretanha (15) - GRE Grécia (1) - IRI Irã (1) - ISL Islândia (2) - ITA Itália (34) - JPN Japão (20) | - MEX México (1) - MGL Mongólia (1) - NZL Nova Zelândia (3) - NOR Noruega (32) - NED Países Baixos (7) - POL Polônia (8) - CZE República Checa (18) - ROU Romênia (1) - RUS Rússia (68) - SRB Sérvia (1) - SWE Suécia (22) - SUI Suíça (8) - TUR Turquia (1) - UKR Ucrânia (23) - UZB Uzbequistão (2) |

A África do Sul, que esteve presente em Vancouver 2010,não conseguiu classificar representantes.Significando que pela primeira vez desde Nagano 1998,a África não será representada.

## Calendário
| ● | Cerimônia de Abertura | ● | Competições | ● | Finais | ● | Cerimônia de Encerramento |

| Мarço                       | Мarço                       | 7 | 8  | 9 | 10 | 11 | 12 | 13 | 14 | 15 | 16 | Меdalhas |
| --------------------------- | --------------------------- | - | -- | - | -- | -- | -- | -- | -- | -- | -- | -------- |
| Cerimônias                  | Cerimônias                  | ● |    |   |    |    |    |    |    |    | ●  |          |
| Biatlo                      | Biatlo                      |   | 6  |   |    | 6  |    |    | 6  |    |    | 18       |
| Curling em cadeira de rodas | Curling em cadeira de rodas |   |    |   |    |    |    |    |    | 1  |    | 1        |
| Esqui alpino                | Esqui alpino                |   | 6  | 3 | 3  |    | 3  | 3  | 6  | 3  | 3  | 30       |
| Esqui cross-country         | Esqui cross-country         |   |    | 2 | 4  |    | 6  |    |    | 5  | 6  | 20       |
| Hóquei sobre trenó          | Hóquei sobre trenó          |   |    |   |    |    |    |    |    | 1  |    | 1        |
| Para-Snowboarding           | Para-Snowboarding           |   |    |   |    |    |    |    | 2  |    |    | 1        |
| Меdalhas                    | Меdalhas                    |   | 12 | 5 | 7  | 6  | 9  | 3  | 14 | 7  | 9  | 72       |
| Маrço                       | Маrço                       | 7 | 8  | 9 | 10 | 11 | 12 | 13 | 14 | 15 | 16 |          |

## Medalhas
Para ver o quadro completo, veja Quadro de medalhas dos Jogos Paralímpicos de Inverno de 2014.
     País sede destacado.
| Ordem | País               | Medalha de ouro | Medalha de prata | Medalha de bronze |    |
| ----- | ------------------ | --------------- | ---------------- | ----------------- | -- |
| 1     | RUS Rússia         | 30              | 28               | 22                | 80 |
| 2     | GER Alemanha       | 9               | 5                | 1                 | 15 |
| 3     | CAN Canadá         | 7               | 2                | 7                 | 16 |
| 4     | UKR Ucrânia        | 5               | 9                | 11                | 25 |
| 5     | FRA França         | 5               | 3                | 4                 | 12 |
| 6     | SVK Eslováquia     | 3               | 2                | 2                 | 7  |
| 7     | JPN Japão          | 3               | 1                | 2                 | 6  |
| 8     | USA Estados Unidos | 2               | 7                | 9                 | 18 |
| 9     | AUT Áustria        | 2               | 5                | 4                 | 11 |
| 10    | GBR Grã-Bretanha   | 1               | 3                | 2                 | 6  |

## Revezamento da Tocha
O revezamento da tocha paralímpica é menor do que o Revezamento da Tocha Olímpica. Ele será iniciado no dia 26 de fevereiro e irá terminar na noite do dia 7 de março no Estádio Olímpico de Fisht. Ele está programado para acontecer em 48 cidades,nos 8 distritos federais da Rússia,aonde a cada dia cada uma irá acender sua própria chama e elas serão unificadas na noite anterior a cerimônia de abertura em Sóchi.
A partir desta edição,o revezamento da tocha paralímpica deverá ter início em Stoke Mandeville,berço do Movimento Paralímpico.

## Infraestruturas
Da mesma forma que os Jogos Olímpicos,os Jogos Paralímpicos serão organizados entre 2 zonas, Sóchi sediará as Cerimônias e os eventos de gelo, enquanto a Clareira Vermelha sediará os eventos de neve.
O Parque Olímpico de Sóchi está sendo construido ao lado da costa do Mar Negro nas Terras Baixas de Imerícia. Além do Parque Olímpico todos os locais de competição na Clareira Vermelha estão sendo construídos especificamente para os Jogos. As infraestruturas estão localizadas em volta da Pira Olímpica e da Praça das Medalhas.

### Parque Olímpico de Sóchi
- Estádio Olímpico de Fisht (40 000 espectadores) – Cerimônias de Abertura e Encerramento;[4]
- Praça das Medalhas-Cerimônias de Premiação;[4]
- Shayba Arena (7 000 espectadores) – Hóquei no gelo;[5]
- Centro de Curling Cubo de Gelo (3 000 espectadores) – Curling;[6]

A Vila Olímpica secundária, além do Centro Internacional de Mídia estão localizados também no Parque Olímpico de Sóchi.

### Krasnaya Polyana (Cluster da Montanha)
Krasnaya Polyana é um distrito de Sóchi e sediará os seguintes eventos:
- Centro de Esqui Cross-Country e Biatlo Laura (7 500 espectadores) – Biatlo e esqui cross-country;[9]
- Centro de Esqui Alpino Rosa Khutor (7 500 espectadores) – Esqui alpino;[10]
- Parque Extreme Rosa Khutor – Snowboard (6 250 espectadores).[11]
- Praça das Medalhas da Montanha - Cerimônias de Premiação.[12]